# Ismaël
Pour les articles homonymes, voir Saint Ismaël et Ismaël (homonymie).
Cette page contient des caractères spéciaux ou non latins. S’ils s’affichent mal (▯, ?, etc.), consultez la page d’aide Unicode.
ישׁמעאל / إسماعيل
Ismaël (en hébreu : ישׁמעאל, Išma`e’l : « Dieu a entendu [ma demande] » ; en arabe : إسماعيل, Ismāʿīl) est un personnage de la Genèse et du Coran. Il est le premier fils d'Abram avant qu'il ne devienne Abraham. Il est le demi-frère d'Isaac. Sa mère Agar est la servante égyptienne de Sarah, la femme et demi-sœur (paternel) d'Abraham. De manière générale, Ismaël est considéré comme l'ancêtre des Arabes ainsi que de la lignée menant au prophète de l’islam Mahomet.

## Origine du nom
En hébreu ancien, ishma'êl signifie « Dieu entend (car l'Éternel t'a entendu [shama'] dans ton malheur) ». Cette addition des termes ishma avec êl signifie que l'auteur biblique souhaite identifier êl avec Yahvé/Dieu, Êl étant une divinité populaire dans le pays de Canaan, notamment vénérée par les tribus arabes.
Il peut être relié à l'onomastique Shumu’il, nom d'une confédération de tribus proto-bédouines des Šumu’il.

## Récit biblique

### L'alliance d'Abram
Dieu conclut une alliance avec Abram, en ces termes :
A ta postérité Je donne ce pays, du Fleuve d'Egypte jusqu'au Grand Fleuve, le fleuve d'Euphrate, les Qénites, les Qenizzites, les Qadmonites, les Hittites, les Perizzites, les Rephaïm, les Amorites, les Cananéens, les Girgashites et les Jébuséens.
Sa femme Saraï (Sara ou Sarah) est stérile. Elle lui propose de prendre sa servante égyptienne Agar pour enfanter un fils. Enceinte, Agar méprise Saraï qui la maltraite en retour. Agar fuit dans le désert où un ange la rassure et lui dit de rentrer et d'obéir à Saraï. Dieu lui fait la promesse d'une descendance nombreuse:
Je multiplierai beaucoup ta descendance, tellement qu'on ne pourra pas la compter. Tu es enceinte et tu enfanteras un fils, et tu lui donneras le nom d'Ismaël, car Yahvé a entendu ta détresse. Celui-là sera un onagre d'homme, sa main contre tous, la main de tous contre lui, il s'établira à la face de tous ses frères.
Cette rencontre a lieu au puits Lakhaï-roï, entre Qadès (appelée aussi En-Mishpat, fontaine du Jugement, ou encore Qadesh-Barnéa identifié à Tell el-Qudeirat,,, située dans le désert de Paran ou désert de Sîn) et Béréd (identifiée à la ville de Khalassa). Alors que c'est Dieu qui nomme les personnages, Agar le nomme à son tour "El-Roï". Agar enfante Ismaël alors qu'Abram a 86 ans.

### L'alliance d'Abraham
Lorsqu'Abram est âgé de 99 ans, Dieu signifie son changement d'identité en modifiant son patronyme par Abraham et contracte une alliance avec lui : « Je ferai avec toi une alliance, ton nom ne sera plus Abram (Père exalté), mais Abraham (Père des nations), car Je te ferais père d'une multitude de nations. ». Puis Dieu établit Son alliance entre Abraham et toute sa progéniture :
J'établirai mon alliance entre moi et toi, et ta progéniture après toi, de génération en génération, une alliance perpétuelle, pour être ton Dieu et celui de ta progéniture après toi. A toi et à ta progéniture après toi, je donnerai le pays où tu séjournes, tout le pays de Canaan, en possession à perpétuité, et je serai votre Dieu. Et voici mon alliance qui sera observée entre moi et vous, c'est-à-dire ta progéniture après toi: que tous vos mâles soient circoncis. Vous ferez circoncire la chair de votre prépuce, et ce sera le signe de l'alliance entre moi et vous
Suivant le commandement de Dieu, Abraham procède à la circoncision à lui-même, pour Ismaël âgé alors de treize ans et à tous les mâles de sa maisonnée. Dieu bénit Saraï, et change également son patronyme qui devient Sarah. Il déclare lui donner un fils malgré son âge avancé, qu'Abraham devra nommer Isaac. Dieu contracte une alliance avec Isaac et avec sa postérité :
Ta femme Sara te donnera un fils, tu l'appelleras Isaac, j'établirai mon alliance avec lui, comme une alliance perpétuelle, pour être son Dieu et celui de sa race après lui.
Quant à Ismaël, Dieu rappelle qu'il fera de lui une grande nation et qu'il engendrera douze princes. C'est seulement avec Isaac que l'alliance d'Abraham se fera.

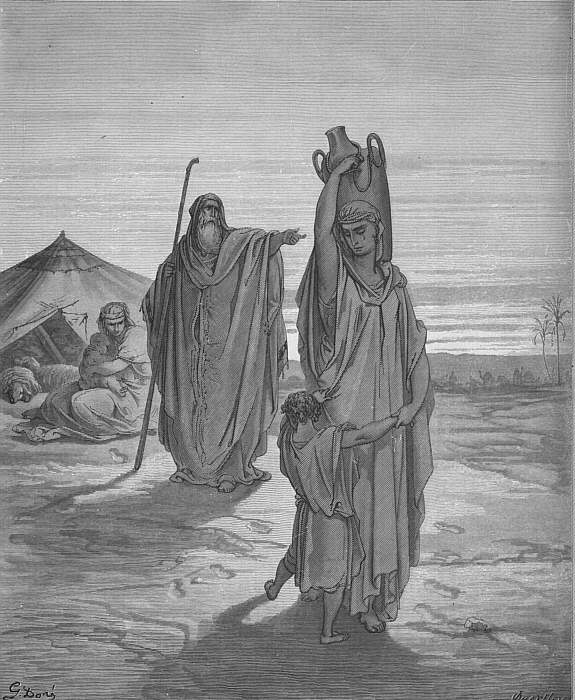
Renvoi d'Agar et d'Ismaël, gravure de Gustave Doré, XIXe siècle.

### Dans le désert
Après la naissance d'Isaac, alors que la tribu fête son sevrage, Abraham est contraint de renvoyer Agar et son fils Ismaël à la demande de Sarah qui craint qu'Isaac n'ait à partager l'héritage avec son frère aîné. Dieu rassure Abraham :
Ne te chagrine pas à cause du petit et de ta servante, tout ce que Sarah te demande, accorde-le, car c'est par Isaac qu'une descendance perpétuera ton nom. Mais du fils de la servante Je ferai aussi une grande nation car il est de ta progéniture.
Ismaël à environ seize ans lorsqu'Abraham les renvoie, lui et sa mère Agar l'égyptienne, dans le désert de Bersabée munis de pain et d'une outre d'eau.

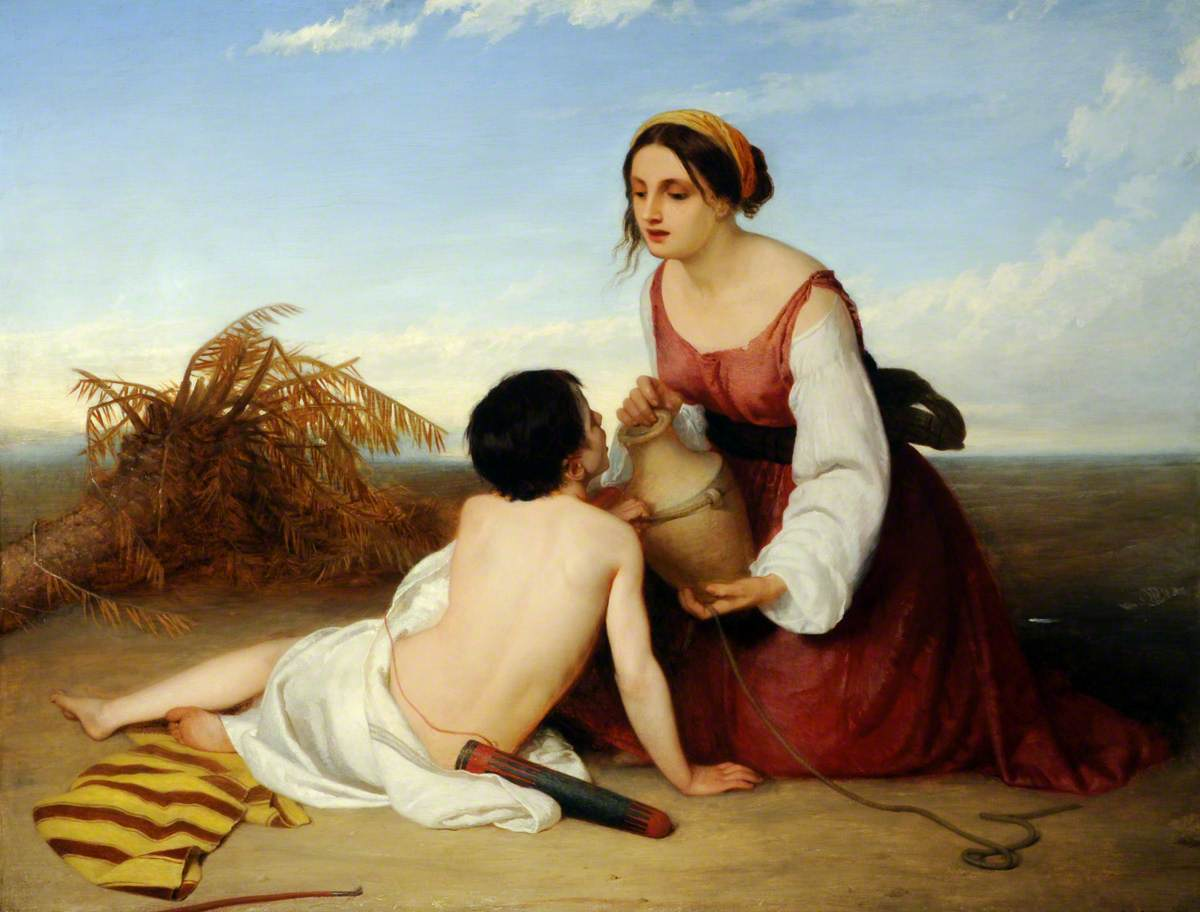
Hagar offre de l'eau à son fils, Ismaël, dans le désert, C. Lock Eastlake, av. 1865.

Agar et Ismaël errent dans le désert, venant à manquer d'eau. Agar dépose Ismaël sous un arbuste, s'en éloigne pour ne pas assister à sa mort et pleure. Dieu qui entend la détresse de l'enfant fait voir à Agar un puits duquel elle remplit l'outre pour Ismaël. Agar et Ismaël s'installent au désert de Paran ; Ismaël devient archer et Agar lui fait épouser une Égyptienne.
Lorsqu'Abraham meurt, Ismaël et Isaac sont tous les deux présents pour son enterrement. Ismaël a douze fils : Nebayot, Qédar, Adbéel, Mibsam, Mishma, Duma, Massa, Hadad, Téma, Yetur, Naphish et Qédma ,; ainsi que deux filles appelées Mahalath et Bashmat qui se marient chacune avec leur cousin Ésaü, fils d'Isaac,. Ismaël habite depuis Havila jusqu'à Shur, qui est à l'est de l'Egypte, en allant vers l'Assyrie, et meurt à l'âge de 137 ans.

### Epouses et descendance
Aucune épouse d'Ismaël n'apparait dans la Bible. La Genèse précise que les descendants d'Ismaël sont nommés Ismaélites, au moins à partir de la 3e génération après Abraham. D'après Flavius Josèphe, les enfants d'Ismaël occupent tout le pays qui s'étend depuis l'Euphrate jusqu'à la mer Érythrée ; ils s'appellent Nabatène.

## Dans la tradition judaïque
La relation entre Ismaël et Isaac suggère de faire le lien avec l’antagonisme entre Jacob et Ésaü. 
Fils aîné d’Isaac, Ésaü symbolise négativement la force physique dépourvue de compréhension. Sa volonté de tuer Jacob renforce cette image négative. Si la rivalité entre Ismaël et Isaac présente certains points communs avec celle existant entre Ésaü et Jacob, elle comporte aussi des différences importantes :
- Ésaü est considéré comme un personnage négatif par les Midrashim et les commentaires rabbiniques pour lesquels le royaume d’Édom (Ésaü étant considéré comme l’ancêtre des Édomites) est identifié à l’Empire romain, ce qui fait d’Ésaü l’ennemi des Juifs ;
- Ismaël, quant à lui, demeure imprégné d’une charge positive, même s’il ne porte pas l’Alliance. Une autre bénédiction lui est donnée lorsque Dieu dit à Abraham qu’Ismaël formera une grande nation. Ismaël est certes le perdant de la rivalité qui l’oppose à Isaac, mais il ne subit pas du tout le sort manichéen d’Ésaü. D’ailleurs, « Ismaël » demeure un prénom juif populaire, et il y a plusieurs rabbins Ismaël dans la Michnah et le Talmud comme le Tanna Rabbi Ishmael ben Elisha au Ier siècle (ou plus tard comme rabbi (he) Ishmael HaCohen au XIXe siècle), mais aucun Ésaü[41].

### Epouses et descendance
Il n'est pas fait mention des femmes d'Ismaël dans les textes hébraïques, avant le Targoum Yonatan ben Uziel (XVIe siècle) vraisemblablement écrit sous pression de domination musulmane[réf. nécessaire]. Ismaël est décrit ayant plusieurs femmes : une Moabite nommée Adishah (arabe : Aïcha) et une autre femme Peḳimah (arabe : Fatima) demeurent les plus populaires ; le Sefer ha-Yashar (Wayera), nomme une femme égyptienne : Meribah ou Merisah. Après l'expulsion d'Agar, Abraham part pour visiter Ismaël et ne le rencontre pas. Meribah, l'épouse d'Ismaël, l'accueille mal, ce qui mécontente Abraham. Puis, trois années plus tard, il repart et Patuma, la nouvelle épouse d'Ismaël, lui offre l'hospitalité se faisant apprécier d'Abraham,. Parmi ses petits-enfants : Machmad (Mohamed/Mahomet), Eli (Ali) et Omir (Omar)[réf. nécessaire]. Les noms de la famille d’Ismaël vont disparaître de la culture arabe[réf. nécessaire] jusqu'à l’avènement de l'islam dans la Péninsule arabique.

## Critique de la tradition islamique
La figure coranique d’Ismaël et celle transmise par la tradition musulmane peuvent être distinguées. En effet, Ismaël a fait l’objet d’une construction postérieure au texte coranique (et parfois en contradiction avec le Coran) qui a permis d’inclure l’islam dans les familles de religion abrahamique et de religions-sœurs. 
Jacqueline Chabbi souligne que « l’abrahamisme consensuel est à la mode » et évoque à ce propos des « discours fumeux. » Cette construction provient, entre autres, du monde chiite.
Ismaël est, en effet, une figure coranique mineure, une « sorte de figurant, évanescent et sans envergure ». Dès l’époque de la rédaction du Coran, une construction par étape est perceptible, même si la datation de ces différentes étapes ne fait pas toujours unanimité. Pour Chabbi, la première figure d’Ismaël (période mecquoise) est un « prophète anonyme ». Tant le Coran reconnait Isaac et Jacob comme descendance d’Abraham (Ibrahim), Ismaël est avant tout présenté comme un juste. Chabbi se demande si la présence du nom d’Ismaël dans le Coran n’est pas juste pour « faire nombre » et agrandir une liste de garants de la nouvelle religion, l’accumulation étant vue comme une confirmation. Pierre Lory remarque que le Coran fait d’Isaac le fils annoncé d’Abraham et le premier « chaînon de sa descendance prophétique. » La seconde figure (période médinoise) fait d’Ismaël le fils d’Abraham. Dans ce second temps, Ismaël est bien considéré comme un des deux fils d’Abraham. Or le Coran ne rapporte pas le récit biblique. « La figure coranique d’Ismaël ne prend donc guère plus de consistance. » Pour Pierre Lory, ce récit devait être connu de l’auditoire. Enfin, la dernière figure apparaît dans un passage unique du Coran. Chabbi soupçonne celui-ci d’être un ajout tardif. Ismaël y est noté présent lors de la fondation de la Kaaba.
La figure musulmane d’Ismaël s’est construite sur des traditions postérieures au Coran. « La faiblesse de cet ancrage coranique n’a nullement été un handicap pour que la croyance construise une légende volubile et complexe à laquelle chaque génération a cru devoir apporter sa pierre. » Par exemple, le désert évoqué par le texte biblique (Gn. XXI, 15-19) dans l’histoire d’Ismaël est celui de Beersheba, pas celui de la Mecque. La délocalisation vers la Mecque de ce récit ne se trouve que dans les « légendes postcoraniques. » Ce déplacement du récit vers la Mecque est probablement lié au culte musulman qui perpétue cet épisode à La Mecque. Ainsi, les récits bibliques et aggadique autour d’Ismaël ont été adaptés postérieurement au cadre coranique.

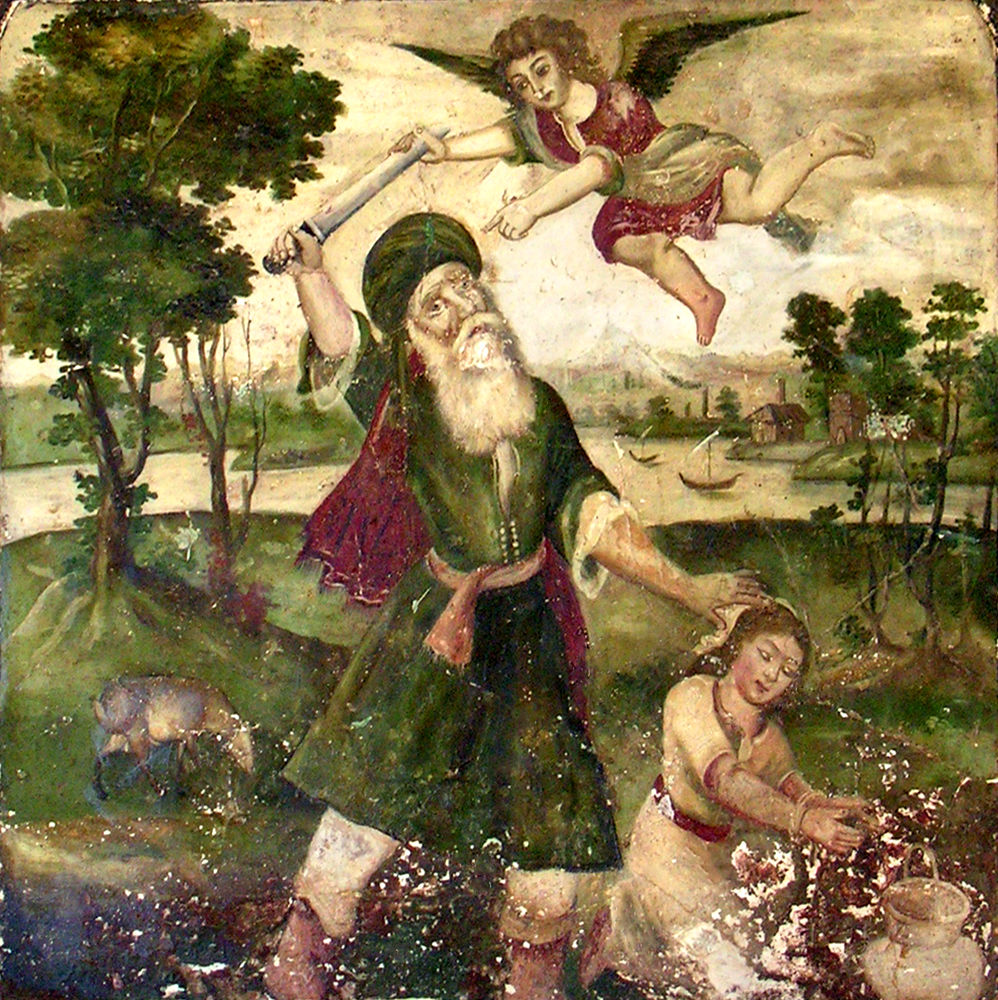
Fresque représentant Ibrahim prêt à sacrifier Ismaël, Chiraz (Iran).

Le sacrifice d’un des fils d’Abraham est un sujet particulièrement intéressant. Ainsi, ni le Coran (ni les hadîths) ne précise le fils concerné. Un débat parmi les exégètes musulmans existe. Tabari considérait la thèse que ce soit Isaac comme plus sûre ; la majorité des commentateurs y voient Ismaël. À ce propos, Ibn Arabi, étonnamment, cite Isaac comme « sacrifié » dans un ouvrage et Ismaël dans un autre. L'absence de précision du nom de celui-ci dans le Coran pourrait signifier que ce sacrifice a une dimension différente que dans le récit biblique. En effet, dans le Coran, « Le sacrifice n’a pas de conséquences électives ; il n’est qu’un exemple de foi et de soumission à Dieu. Il n’existe nulle mention dans le Coran que les fils d’Abraham donneront naissance à des nations ou à des peuples différents. » Pour Zakaria Rani, le passage d'Isaac à Ismaël serait lié à la réécriture de la généalogie arabe sous les Omeyyades et les Abbassides dans le cadre de tensions avec la Perse.
R. Dagorn remarque qu'avant le Coran, Ismaël est absent de l'onomastique arabe. Il est uniquement présent dans l'épigraphique, ce qui montrerait que ce personnage était absent de la culture arabe préislamique et qu'il n'était encore qu'un élément extérieur, appartenant au judaïsme ou au christianisme. Les traditions musulmanes mentionnant Ismaël ont pour but de donner une légitimité abrahamique au rituel mecquois et de critiquer la théologie juive de la seule appartenance de cette religion à la descendance d’Abraham et à l’élection divine. Cette mise en avant de la figure d’Ismaël témoigne de la prise de distance entre l’islam naissant et la religion juive. À l’inverse, le texte coranique n’insiste pas sur une descendance abrahamique, ni sur une éventuelle élection des Arabes. Pour Rodinson, « Il faut donc renoncer à l'idée que les arabes se croyaient, avant l'islam, descendants d'Ismaël, fils d'Abraham. Si l'on se fonde sur les méthodes normales de l'histoire, on doit aussi renoncer à croire qu'ils en descendaient réellement. »

## Remarques

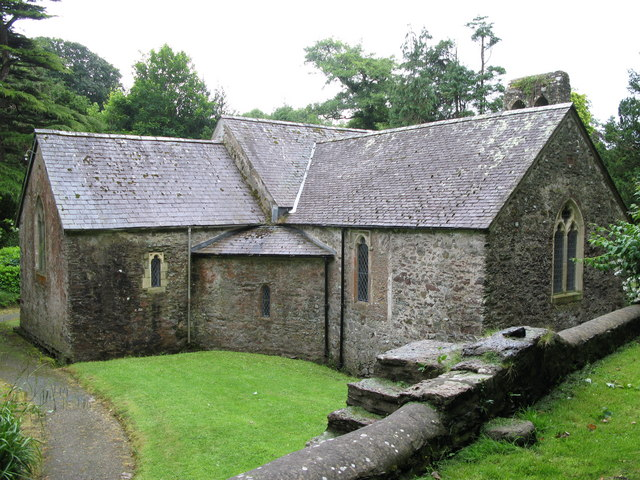
Église de St Ishmael dans le village de Saint Ishmael's (Pays de Galles).

Les descendants d’Ismaël sont appelés « Ismaélites », à ne pas confondre avec les « ismaéliens » qui sont les membres de l'ismaélisme, une branche du chiisme.
Jusqu'au début du XXe siècle, des Juifs portaient le prénom d'Ismaël, dont de nombreux rabbins : du tanna Rabbi Ishmael ben Elisha (Ier – IIe siècle) à Rabbi Ishmael Cohen ben Pin’has (1851-1929) mort lors du pogrom de Safed,.
Dans Moby-Dick, roman d'Herman Melville, le narrateur propose qu'on l'appelle Ismaël (« Call me Ishmael »), en référence à celui contre qui tous les peuples se sont dressés et qui s'est dressé contre tous : ce personnage fuit la société humaine.
Le village de Saint Ishmael's se trouve au Pays de Galles.

## Représentation

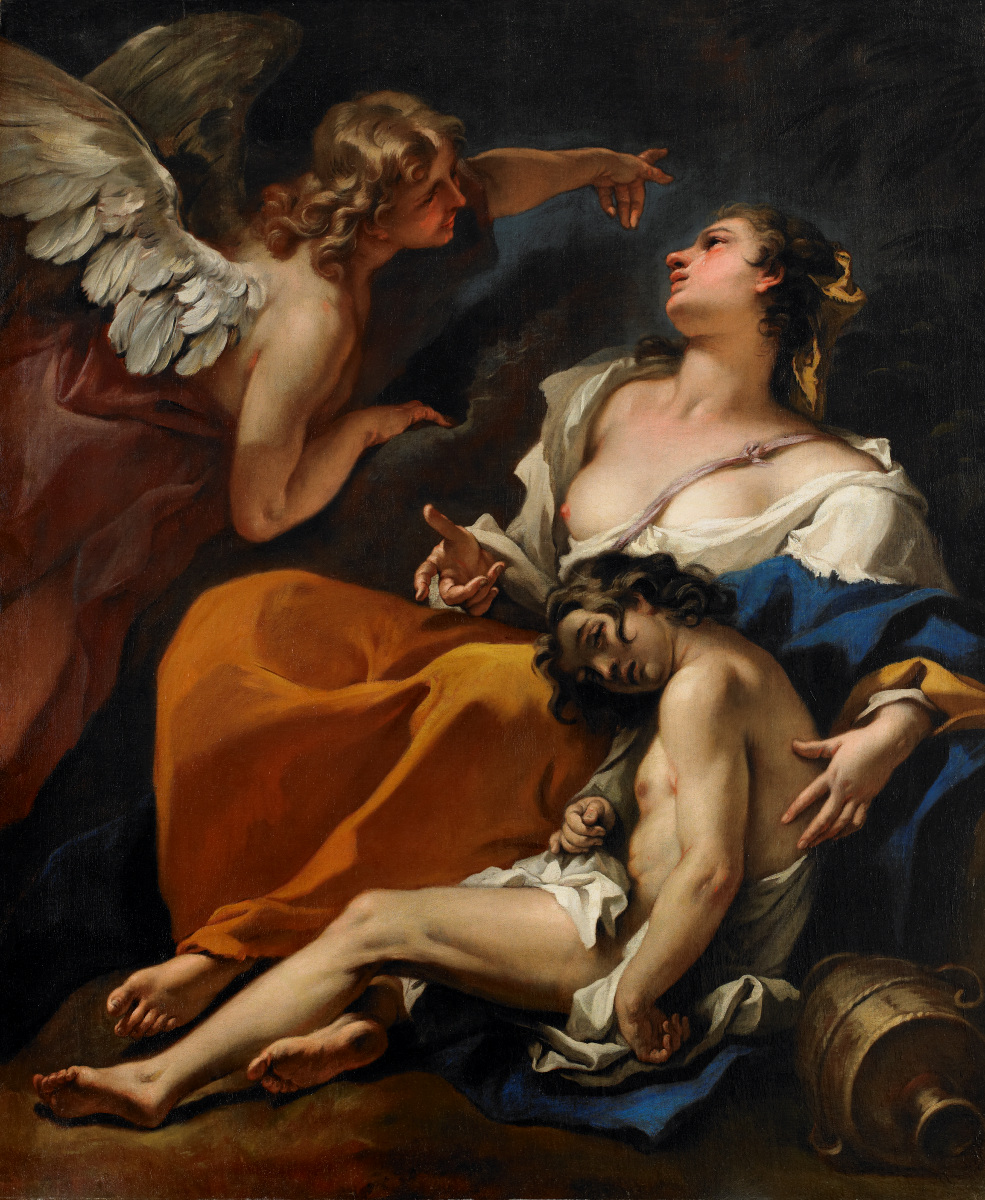
Agar et Ismaël sauvés par l'ange,
Sebastiano Ricci, 1725-1730,
Birmingham Museum of Art.